# Shifra Lerer
Pour les articles homonymes, voir Lehrer.
Shifra Lerer, née le 30 août 1915 et décédée le 12 mars 2011, est une actrice américaine de théâtre en yiddish, née en Argentine et résidente de la ville de New York. Elle joue aux côtés de tous les principaux acteurs de théâtre en yiddish, au cours d'une carrière qui a duré 90 ans,. Elle interprète également des rôles au cinéma, comme en 1997 pour le film de Woody Allen, Harry dans tous ses états.

## Les débuts
Shifra Lerer est née dans la colonie de Santa Catalina en Argentine le 30 août 1915. Son père dirige une usine de savon et a immigré en Argentine depuis l'Empire russe pour échapper à l'antisémitisme et à la pauvreté, aidé en cela par le banquier et philanthrope Maurice de Hirsch. Elle est découverte à Buenos Aires par une légende du théâtre yiddish, Boris Thomashefsky, qui s'y produit, à l'âge de cinq ans ou huit ans, recommandée par sa sœur, l'actrice puis directrice Miriam Lerer. Dès l'âge de dix ans, elle participe aux productions de son beau-frère, Jacob Botoshansky. Elle a en particulier joué dans sa représentation d'Ibergus de Leyb Malach. Plus tard, elle étudie dans une école de théâtre hispanophone et se produit durant trois ans sur la scène argentine, avant de passer son examen et d'intégrer l'union des acteurs, ce qui lui permet de jouer avec Miryam Karalova-Kambarov, Moishe Oysher, Florence Weiss, et enfin avec Zygmunt Turkow dans des rôles dramatiques : Urteyl, Hirsh Lekert, Ivan Kruger et Di glokn-tsier fun Notr-dam [Le sonneur de cloches de Notre-Dame].

## Carrière d'actrice
Shifra Lerer joue avec Yakov Ben-Ami et Bertha Kalich dans Profesor Mamlok de Friedrich Wolf, Der Foter de Strindberg, et Der poet is blind gevorn [Le poète est devenu aveugle] de H. Leivick; avec Samuel Goldenberg dans Hayntike kinder [Les enfants de nos jours] de Zelig Kalmanovitch;  et avec Maurice Schwartz dans Yoshe Kalb d'Israel Joshua Singer.
En 1943, elle est invitée par Samuel Goldberg à se produire au Parkway Theater de Brooklyn, dont les propriétaires sont les frères Hymie et Irving Jacobson. Son premier rôle est dans Fun Niu York keyn Berlin; elle part ensuite en tournée dans des endroits comme l'Arbeter Ring États-Unis, L'Union Nationale des Travailleurs Yiddish, et Camp Boiberik. En 1946, elle revient en Argentine, où elle travaille avec Benzion Witler au Teatro Mitre, avant qu'ils ne partent en tournée. Ils se marient en 1957. Benzion Witler meurt d'une tumeur au cerveau en 1961.
Shifra Lerer joue aussi dans Got, mentsh un tayvl [Dieu, homme et diable] avec Michal Michalesco et Gustav Berger. En 1952, elle participe à la mise en scène d'Herman Yablokoff de la pièce de Benjamin Ressler, Onkl Sem in yisroel [Oncle Sam en Israël] au théâtre public de New York.

## Vie privée
Finalement Shifra Lerer décide de s'établir définitivement à New York. Elle travaille dans le théâtre yiddish jusqu'à 90 ans. Son second mari est l'acteur yiddish Michael Michalovic, qui meurt en 1987. Sa meilleur amie est l'actrice Mina Bern, qui meurt en 2010.
Shifra Lerer meurt d'une crise cardiaque à Manhattan le 12 mars 2011 à l'âge de 95 ans. Elle est enterrée au cimetière du mont Hebron à Flushing, à côté de son second mari,.

## Filmographie

### Film
| Année | Titre                         | Rôle                   | Commentaire  |
| ----- | ----------------------------- | ---------------------- | ------------ |
| 1950  | God, Man and Devil            | Freda                  |              |
| 1990  | Avalon                        | Nellie Krichinsky      |              |
| 1992  | Une étrangère parmi nous      | Femme yiddish 1        |              |
| 1996  | Breathing Room                | La grand-mère de Kathy |              |
| 1997  | Harry dans tous ses états     | Dolly                  |              |
| 2000  | The Komediant                 | NC                     | Documentaire |
| 2005  | Yiddish Theater: A Love Story | NC                     | Documentaire |